# Andy Phillip
Pour les articles homonymes, voir Phillip.
Andrew Michael Phillip (né le 7 mars 1922 et mort le 29 avril 2001) est un joueur américain professionnel de basket-ball, évoluant au poste d'arrière/ailier, ayant passé 11 années en NBA de 1948 à 1958.
Andy Phillip est surtout connu pour ses capacités de dribbleur et de passeur. Il a notamment fini trois fois meilleur passeur de la NBA (1950, 1951 et 1952), et, neuf fois dans les cinq premiers. Il est aussi le premier joueur de l'histoire de la NBA, à finir une saison à plus de 500 passes décisives (539 en 1952). Il est intronisé au Basketball Hall of Fame en 1961.

## Biographie
Né à Granite City, Illinois, Andy Phillip emmène son lycée (Granite City), au titre de champion de basket-ball de l'Illinois, en 1940. Puis, il joue avec les Fighting Illini de l'université de l'Illinois à Urbana-Champaign, de 1941 à 1943 puis lors de la saison 1946-1947. Sa carrière universitaire est interrompue par la Seconde Guerre mondiale, où Phillip sert comme premier-lieutenant dans le corps des Marines à Iwo Jima.
En 1947, Phillip rejoint l'équipe de basket-ball des Stags de Chicago dans la BAA. Pendant trois saisons, son duo avec le marqueur Max Zaslofsky permet au Stags d'atteindre les playoffs, mais ils ne dépassent jamais le deuxième tour. Pendant les trois saisons qu'il passe avec Chicago, il tourne à 11 points et 5 passes décisives de moyennes et finit trois fois dans les cinq meilleurs passeurs de la saison (meilleurs passeurs NBA en 1950).
Au début de la saison 1950-1951, Phillip rejoint les Warriors de Philadelphie après la disparition des Stags de Chicago. Il reste trois saisons aux Warriors et atteint deux fois les playoffs, mais cette fois-ci, les Warriors ne dépassent pas le premier tour des playoffs malgré la présence de trois All-Stars dans l'effectif (Phillip, Arizin et Fulks). À Philadelphie, Phillip, va obtenir, ses deux premières sélections au All-Star Game (en même temps que ses coéquipiers, Joe Fulks et Paul Arizin), mais aussi deux nouveaux titres de meilleurs passeurs de la ligue (1951 et 1952) et une sélection dans la deuxième équipe de la ligue en 1952.
À la mi-saison 1952-1953, Phillip est envoyé aux Pistons de Fort Wayne. Il va encore être sélectionné trois fois au All-Star Game (1953, 1954 et 1955) et une fois dans la deuxième équipe de la ligue (1953). Les Pistons atteignent les finales en 1954 et en 1955. Mais ils perdent les deux finales. Lors des playoffs 1954, Phillip tourne à 8,7 points et 7 passes décisives par matchs puis à 3 points et 3,5 passes décisives lors de ceux de 1955.
Au début de la saison 1956-1957, Phillip rejoint les Celtics de Boston. Il y reste deux saisons comme remplaçant de Bob Cousy et devient champion en 1957.
Il prend sa retraite de joueur après la saison 1957-1958.
Il entraîne les Saint-Louis Hawks durant dix matches en 1958, pour un bilan de six victoires et quatre défaites.
Andy Phillip est décédé à Rancho Mirage, Californie le 29 avril 2001, à l'âge de 79 ans.

## Palmarès
- Meilleur passeur de la NBA en 1950, 1951 et 1952
- 5 participations au NBA All-Star Game en 1951, 1952, 1953, 1954 et 1955
- All-NBA Second Team en 1952 et 1953[1]
- Champion NBA en 1957 avec les Celtics de Boston